# الجمل (حبيش)

تعديل مصدري - تعديل

الجمل هي إحدى قرى عزلة بني الضاحتين بمديرية حبيش التابعة لمحافظة إب، بلغ تعداد سكانها 661 نسمة حسب تعداد اليمن لعام 2004.